# Мерфельд, Максимилиан фон
Максимилиан фон Мерфельд (нем. Maximilian Friedrich von Merveldt; 1764—1815) — австрийский генерал и дипломат.

## Биография
Родился 29 июня 1764 года в Мюнстере (Вестфалия).
В австрийскую военную службу вступил в 1782 году подпоручиком в драгунский полк, в 1787 году был произведён в поручики.
Принимал участие в австро-турецкой войне 1787—1791 годов, был адъютантом фельдмаршала графа Ласси и за отличие был произведён в ротмистры 4-го гусарского полка, в конце кампании служил в штабе фельдмаршала Лаудона.
Во время Первой коалиционной войны Мерфельд состоял адъютантом принца Фридриха Иосии Саксен-Кобург-Заальфельдского, принимал участие в сражении при Неервиндене и за отличие получил чин подполковника и рыцарский крест ордена Марии Терезии (7 июля 1794 года). Далее он находился в сражениях при Ландресси и Турне (за отличие в котором был произведён в полковники), с 4 марта 1796 года командовал уланским полком Карачаи в Рейнской армии. 8 сентября 1796 года получил чин генерал-майора и назначен шефом 1-го уланского полка и командиром кавалерийской бригады. Был одним из подписавших Кампоформийский мирный договор.
После начала Второй коалиционной войны Мерфельд сражался с французами в Швабии и на Дунае, 4 сентября 1800 года произведён в фельдмаршал-лейтенанты, в сражении при Гогенлиндене командовал кавалерийской дивизией.
В 1805 году Мерфельд находился в отпуске в Берлине и когда вспыхнула новая война с Францией он явился в действующую армию. После поражения австрийцев при Ульме Мерфельд с остатками австрийских войск присоединился к русской армии Кутузова. Спустя некоторое время, после пополнения и переформирования своих войск от вновь стал действовать самостоятельно и при Мариацелле потерпел поражение от маршала Даву.
По окончании этой войны Мерфельд был назначен послом в Санкт-Петербург, где находился в течение двух лет.
В 1808 году Мерфельд был отозван в Австрию и получил в командование кавалерийскую дивизию в Лемберге. В 1809 году он являлся одним из инициаторов новой войны с Францией, однако сам в боевых действиях участия не принимал и командовал оставшимися войсками в Галиции и Буковине. Затем он до середины 1813 года командовал войсками в Моравии.
После присоединения Австрии к Шестой коалиции Мерфельд был произведён в генералы кавалерии (22 июля 1813 года), назначен командиром 2-го корпуса и отличился в сражении при Кульме. В Битве народов под Лейпцигом на его корпус пришёлся главный удар Понятовского и Ожеро, ему на помощь пришли корпуса Витгенштейна и Кленау, однако, несмотря на то, что позиция была удержана, сам Мерфельд был захвачен французами в плен. После того как все атаки Нея и Мармона были отбиты союзниками, Наполеон посредством Мерфельда отправил письмо всем союзным монархам с предложением о прекращении огня. Это предложение было отвергнуто.
Условием освобождения Мерфельда было его дальнейшее неучастие в военных действиях, поэтому после обмена захваченного в Лейпциге в плен уже союзниками генерала Ренье на Мерфельда, он был отправлен в Австрию, где получил назначение главнокомандующим в Моравии. 10 ноября 1813 года российский император Александр I наградил Мефельда орденом св. Александра Невского.
В начале 1814 года Мерфельд был назначен послом в Лондон. Скончался в Лондоне 5 июля 1815 года, похоронен в Вестминстерском аббатстве.